# Parc provincial de Skihist
Le parc provincial de Skihist (en anglais : Skihist Provincial Park) est un parc provincial de la Colombie-Britannique, au Canada. Le parc protège une partie du bassin de la rivière Thompson, un affluent du fleuve Fraser. Le parc tire son nom de la proche Skihist Mountain.

## Géographie
Le parc est situé au sud-ouest de la Colombie-Britannique, dans le district régional de Fraser Valley dans le nord de la chaîne des Cascades. Situé à proximité de la ville de Lytton, il abrite une partie du bassin hydrographique du fleuve Fraser et en particulier de la rivière Thompson. Il a une superficie de 33 ha et son nom provient de la proche Skihist Mountain, un sommet qui culmine à 2 968 m,.  Le nom de la montagne provient d'une langue amérindienne et voudrait dire « un pic entre deux crêtes » ou bien « saut ». Le parc est situé à quelques centaines de mètres de la réserve écologique de Skihist.

## Milieu naturel
La végétation du parc se caractérise par le Pin ponderosa.